# Ciszneműség
A ciszneműség a születéskor kijelölt társadalmi nemmel történő azonosulás. Cisznemű (vagy röviden cisz) az a személy, akinek nemi tudata és születéskori biológiai neme megegyezik. A cisz férfi olyan férfi, akit születéskor férfinak soroltak be, a cisz nő olyan nő, akit születéskor nőnek soroltak be. Ellentéte a transzneműség.

## Szóhasználat
Volkmar Sigusch, német szexológus használta először a ciszszexuális kifejezést egy szakmailag is lektorált munkájában. A kifejezés eredetének az 1991-es Die Transsexuellen und unser nosomorpher Blick című kétrészes cikkét jelöli meg egy 1998-as munkájában (The Neosexual Revolution). Egy 1995-ös cikkének a címében is szerepel a szó (Transsexueller Wunsch und zissexuelle Abwehr).
Kristen Schilt és Laurel Westbrook szociológusok definíciója szerint a ciszneműség egy elnevezés arra az egyénre, akiknek megegyezik a születéskor ráosztott neme, a biológiai neme és a nemi tudata. Ez kizárja például azokat is, akiknek van a születéskor megállapított nemükkel azonos nemi identitásuk, azonban a biológiai nemüket tekintve interszexuálisok. Ők a ciszneműséget a transzneműség komplementerének tekintik. A szó használatakor jobb tudatni, mire gondolunk, ugyanis gyakori probléma, hogy a transzvesztitizmust mind a ciszneműség definíciója, mind a transzneműség definíciója tartalmazza, ez esetben természetesen nem lehet a kettő egymás komplementere.
Cisznormativitásnak nevezzük a gondolkodásmódot, amely a ciszneműséget tekinti az egyedüli normális állapotnak. A heteronormativitással összefüggésben előfordul a ciszheteronormatív kifejezés is.

### Feminista kritikák
Krista Scott-Dixon egy írásában előnyösebbnek nevezte a nem-transz kifejezés használatát a cissexual vagy cisgendered használatánál. Szerinte a nem-transz érthetőbb az emberek számára és segít a transzneműséget elfogadtatni.
Mimi Marinucci a cisznemű-transznemű felosztást problémásnak tartja, mert a transzneműekkel szemben a meleg, leszbikus és biszexuális emberek többségét a heteronormatív emberekkel egy csoportba sorolja be, ami azt suggalhatja, hogy a transzneműekkel ellentétben az LMB embereknek a nemi identitásuk és annak a hétköznapokban való kifejezése nem tér el a társadalmilag elvárttól.

## Fordítás
- Ez a szócikk részben vagy egészben  a   Cisgender című angol Wikipédia-szócikk ezen változatának fordításán alapul.  Az eredeti cikk szerkesztőit annak laptörténete sorolja fel. Ez a jelzés csupán a megfogalmazás eredetét és a szerzői jogokat jelzi, nem szolgál a cikkben szereplő információk forrásmegjelöléseként.